# Calanoida
A Calanoida az evezőlábú rákok (Copepoda) egyik rendje, a zooplankton fontos alkotója. Magyar nevük nincs, bár a régies lebegő kandics elnevezés valószínűleg rájuk vonatkozik. 43 család mintegy 2000 faja tartozik ide, tengerekben és édesvízben egyaránt megtalálhatók. A Calanoidák fontos szerepet töltenek be a vízi táplálékhálózatok anyag- és energiaáramlásában. Nagy mennyiségben fogyasztják a fitoplanktont, és sok állat (főleg halak) pedig velük táplálkozik. A fitoplankton és a magasabb trofikus szintek között a legfontosabb kapcsolatot jelentik. Gazdasági jelentőségük éppen emiatt óriási, hiszen az ember által fogyasztott halak többsége Calanoidákkal táplálkozik. A sziláscetek, mint például a grönlandi bálna, főleg a Calanus és Neocalanus nemekbe tartozó Calanoidákat fogyasztják, hasonlóan a planktonevő tengeri madarakhoz, mint az alkafélék.
A Calanoidákat megkülönbözteti más Copepodáktól, hogy első csápjuk legalább fél testhossznyi, második csápjuk pedig kétágú. Egyértelműen elkülöníthetjük a calanoidákat a többi Copepodától az ötödik lábat viselő torszelvény és a genitális szelvény közötti ízület alapján, ez a gymnoplea testfelépítés jellemzője. Petéiket a nőstények egy csomóban hordják, az első potrohszelvényükhöz (genitális szelvény) rögzítve. Ezáltal könnyen megkülönböztethetők a Cyclopoidáktól, melyekre a két petecsomó jellemző. A Calanoidák első csápja általában 25 ízből áll.
A Copepodákról szóló szócikkben leírt jellemzők jórészt érvényesek a Calanoida rendre, és a többi szabadon élő Copepodára, mint a Cyclopoidák és a Harpacticoidák.

## Rendszerük
A Calanoida rendbe az alábbi családok tartoznak:
| - Acartiidae - Aetideidae - Arctokonstantinidae - Arietellidae - Augaptilidae - Bathypontiidae - Boholinidae - Calanidae - Calocalanidae - Candaciidae - Centropagidae - Clausocalanidae - Diaixidae - Diaptomidae - Discoidae - Epacteriscidae | - Eucalanidae - Euchaetidae - Fosshageniidae - Heterorhabdidae - Hyperbionychidae - Lucicutiidae - Mecynoceridae - Megacalanidae - Mesaiokeratidae - Metridinidae - Nullosetigeridae - Paracalanidae - Parapontellidae - Parkiidae - Phaennidae - Phyllopodidae | - Pontellidae - Pseudocyclopidae - Pseudocyclopiidae - Pseudodiaptomidae - Ridgewayiidae - Ryocalanidae - Scolecitrichidae - Spinocalanidae - Stephidae - Subeucalanidae - Sulcanidae - Temoridae - Tharybidae - Tortanidae |